# Выборы в Палату советников Японии (2016)

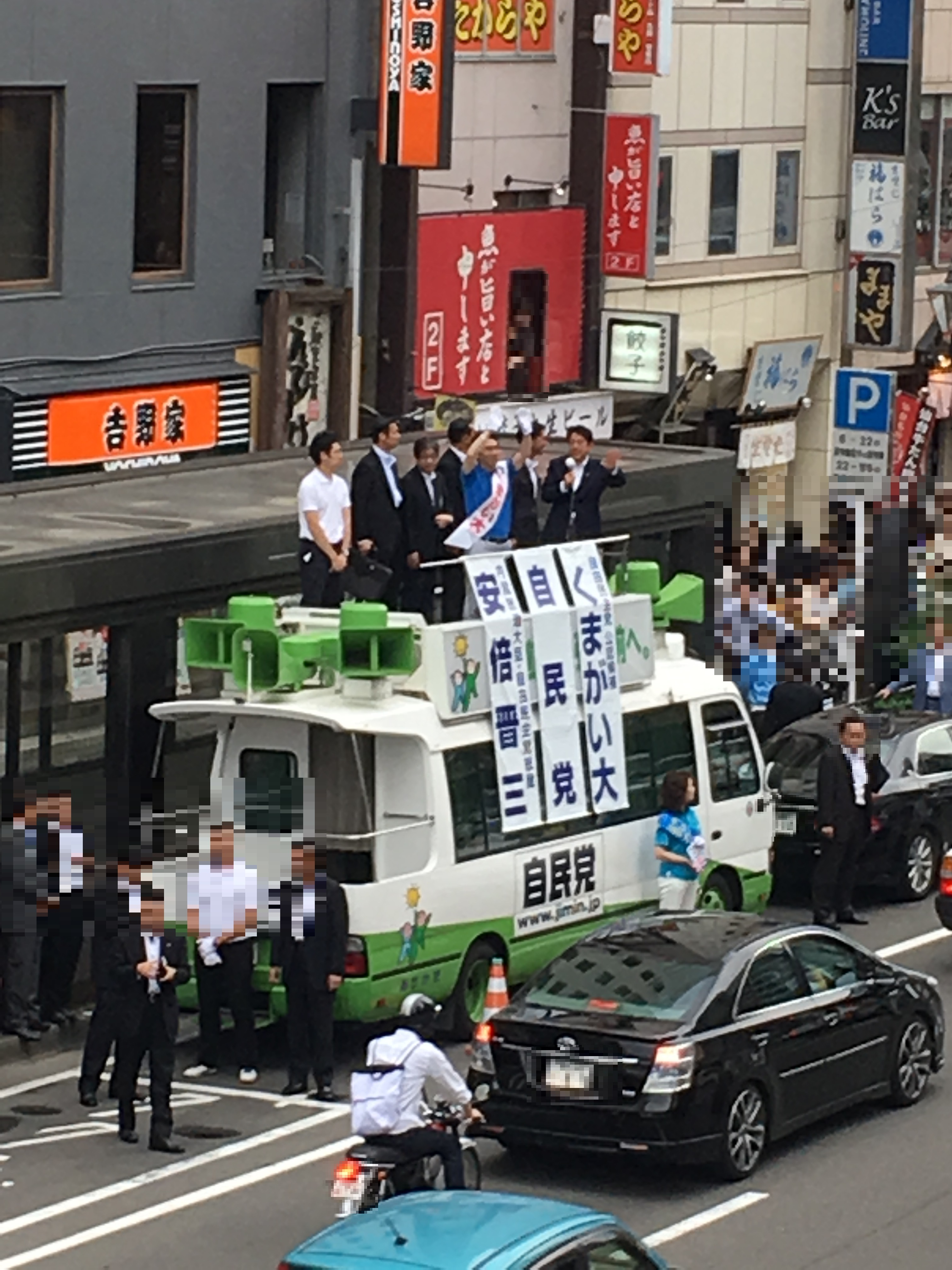
Агитация на улице в Миэ

24-е выборы в Палату советников (яп. 第24回参議院議員通常選挙 дай-нидзю:кай сангиин гиин цу:дзё: сэнкё) прошли в воскресенье 10 июля 2016 года. Кандидаты боролись за 121 из 242 кресел Палаты советников Императора, верхней палаты японского парламента. Срок пребывания в палате — 6 лет. Коалиция ЛДП/Комэйто получила 146 кресел (60,3 %), она стала крупнейшей в истории с тех пор, как количество кресел установили в 242.

## Избирательная кампания
Важной проблемой, вызвавшей серьёзный резонанс в японском обществе накануне выборов стало стремление правящей коалиции ЛДП—Комэйто изменить статью 9 Конституции Японии, в которой установлен запрет на ведение войны и создание сухопутных, морских и военно-воздушных вооружённых сил. Правящая коалиция во главе с премьер-министром Синдзо Абэ считает данную статью явным анахронизмом и требует её отмены. Против этого выступает практически вся оппозиция, полагая, что отмена указанного запрета приведет к милитаризации японского общества. Поправка в конституцию может быть принята 2/3 голосов депутатов обеих палат парламента, после чего она должна быть одобрена на всенародном референдуме. Для достижения этой цели у коалиции ЛДП–Комэйто уже есть необходимое большинство голосов в нижней палате парламента. В верхней же палате такого большинства не было. Именно поэтому оппозиция решила объединить свои усилия для предотвращения получения правящей коалицией конституционного большинства в обеих палатах. Накануне выборов было заключено соглашение между всеми крупнейшими японскими оппозиционными силами (Коммунистическая партия Японии, Демократическая партия, Социал-демократическая партия и Народная партия жизни) о том, чтобы в избирательных округах не выдвигать кандидатов друг против друга и поддерживать того кандидата, у которого будет больше всего шансов в противостоянии с кандидатом правящей коалиции.

## Избирательный процесс
76 членов были избраны по системе единого непереходного голоса/относительного большинства в 45 электоральных округах, впервые среди них было два объединённых одномандатных округа — префектур Тоттори-Симанэ и Токусима-Коти. Данное изменение было введено в результате реформы выборного процесса, проведённой в июле 2015 (целью реформы было устранение неравенства веса голосов жителей разных префектур). Всеяпонский электоральный округ, избирающий 48 членов по методу Д’Ондта, остался без изменений.
В выборах 2016 года впервые участвовали лица возрастом от 18 лет, ранее несовершеннолетние младше 20 лет не имели такой возможности.

## Результаты
- ЛДП — 35,9 % и +19 мест в парламенте.
- Демократическая партия — 21,0 % и +11 мест.
- Комэйто — 13,5 % и 7 мест.
- Коммунистическая партия — 10,7 % и 5 мест.
- Инициативы из Осаки — 9,2 % и 4 места.
- Социал-демократическая партия — 2,7 % и 1 место.
- People's Life Party[англ.] — 1 место.

### Важные пороговые значения
- Большинство мест в Палате (122 места), обеспечиващее принятие законов и утверждение заявок, не смогла получить ни одна партия. В то же время Либерально-демократическая партия завоевала 121 место.
- Сверхквалифицированное большинство в две трети мест (162 места), дающее право инициировать референдум об изменениях в конституции, партиям правящей коалиции получить не удалось. В то же время, либеральные демократы, их союзники из Комэйто, умеренная оппозиция и близкие к правительству независимые (по подсчётам Asahi)[6], смогли занять в общей сложности 164 места в Палате советников.
- Партии, находящиеся в жёсткой оппозиции к правительству (демократы, коммунисты, социал-демократы, Партия народной жизни, Окинавская партия социальных масс) и близкие к ним независимые[6], смогли завоевать лишь 73 места, что не позволяет им блокировать изменения в конституции (для этого требовалось не менее одной трети мест — 81 мандат).
- Из оппозиционных партия только Демократическая смогла завоевать более 20 мест, ещё две (коммунисты и Инициативы из Осаки) получили более 10 мест, что даёт им право инициировать меры, связанные с бюджетом рядового пользователя.

## Интересные факты
- На выборах 2016 года было избрано рекордное количество женщин — 28 (по сравнению с 26 в 2007 и 22 в 2013 году)[7]. Среди них актриса Дзюнко Михара, выигравшая для Либерально-демократической партии место от префектуры Канагава[8].
- В парламент вернулся бывший лидер «Вашей партии» Ёсими Ватанабэ, завоевав мандат как кандидат партии Инициативы из Осаки[9].
- Министр юстиции Мицухидэ Иваки потерял своё место от префектуры Фукусима, проиграв кандидату от оппозиции[10].
- Государственный министр по делам Окинавы Айко Симадзири уступила своё место бывшему мэру Гинована Ёити Ихе, критику американского военного присутствия на Окинаве, поддержанному коалицией оппозиционных партий. Это было воспринято некоторыми аналитиками как событие способное повлиять на предлагаемый перевод Авиационной станции морской пехоты Футенма[10][11].
- Бывший игрок олимпийской сборной Японии по волейболу Асахи Кэнтаро, представлявший Либерально-демократическую партию, выиграл выборы в Большом Токио[12].
- В день выборов в Палату советников Императора журналист Сатоси Митадзоно победил на губернаторских выборах в префектуре Кагосима действующего губернатора Юитиро Ито. Свою предвыборную кампанию Митадзоно построил на приостановлении работы АЭС Сэндай[13].